# Allotinus rekkia
Allotinus rekkia är en fjärilsart som beskrevs av Riley och Godfrey 1921. Allotinus rekkia ingår i släktet Allotinus och familjen juvelvingar. Inga underarter finns listade i Catalogue of Life.